# 맷 린들랜드
맷 린들랜드(영어: Matt Lindland)로 잘 알려진 매슈 제임스 린들랜드(영어: Matthew James Lindland, 1970년 5월 17일~)는 미국의 레슬링 선수, 종합격투기 선수, 레슬링 지도자이다. 미국 국가대표 레슬링 선수로 활동했으며 2000년 하계 올림픽 그레코로만형 미들급 은메달을 획득했다. 또한 세계 선수권 대회에서 은메달 1개, 팬아메리칸 게임에서 금메달 1개, 팬아메리카 선수권 대회에서 금메달 2개, 은메달 1개를 획득했다.